# Stará Knížecí Huť
Stará Knížecí Huť je malá osada, část obce Lesná v okrese Tachov v Plzeňském kraji. Nachází se asi sedm kilometrů západně od Lesné. Stará Knížecí Huť je také název katastrálního území o rozloze 1,92 km².
Stará Knížecí Huť leží také v katastrálním území Česká Ves u Lesné o rozloze 11,37 km², Jedlina o rozloze 12,67 km², Pavlův Studenec 1 o rozloze 26,75 km² a Zahájí u Lesné o rozloze 2,05 km². V katastrálním území Stará Knížecí Huť leží i Háje.

## Historie
První písemná zmínka o vesnici pochází z roku 1784.

## Přírodní poměry
V katastrálním území Pavlův Studenec 1 leží přírodní památka Šelmberk a tři přírodní rezervace: Křížový kámen, Ostrůvek a Pavlova Huť.

## Obyvatelstvo
| Rok            | 1869  | 1880  | 1890  | 1900  | 1910  | 1921  | 1930  | 1950 | 1961 | 1970 | 1980 | 1991 | 2001 | 2011 | 2021 |
| -------------- | ----- | ----- | ----- | ----- | ----- | ----- | ----- | ---- | ---- | ---- | ---- | ---- | ---- | ---- | ---- |
| Počet obyvatel | 3 482 | 2 409 | 2 340 | 2 109 | 1 956 | 1 908 | 1 804 | 284  | 36   | 24   | 17   | 14   | 17   | 11   | 9    |
| Počet domů     | 255   | 257   | 260   | 267   | 248   | 249   | 276   | 227  | 227  | 7    | 3    | 3    | 6    | 6    | 7    |

## Obecní správa
Při sčítání lidu v letech 1850–1951 Stará Knížecí Huť byla samostatnou obcí v okrese Tachov. Od roku 1952 je částí obce Lesná v okrese Tachov. V letech 1850–1951 k obci patřily Háje.

## Galerie

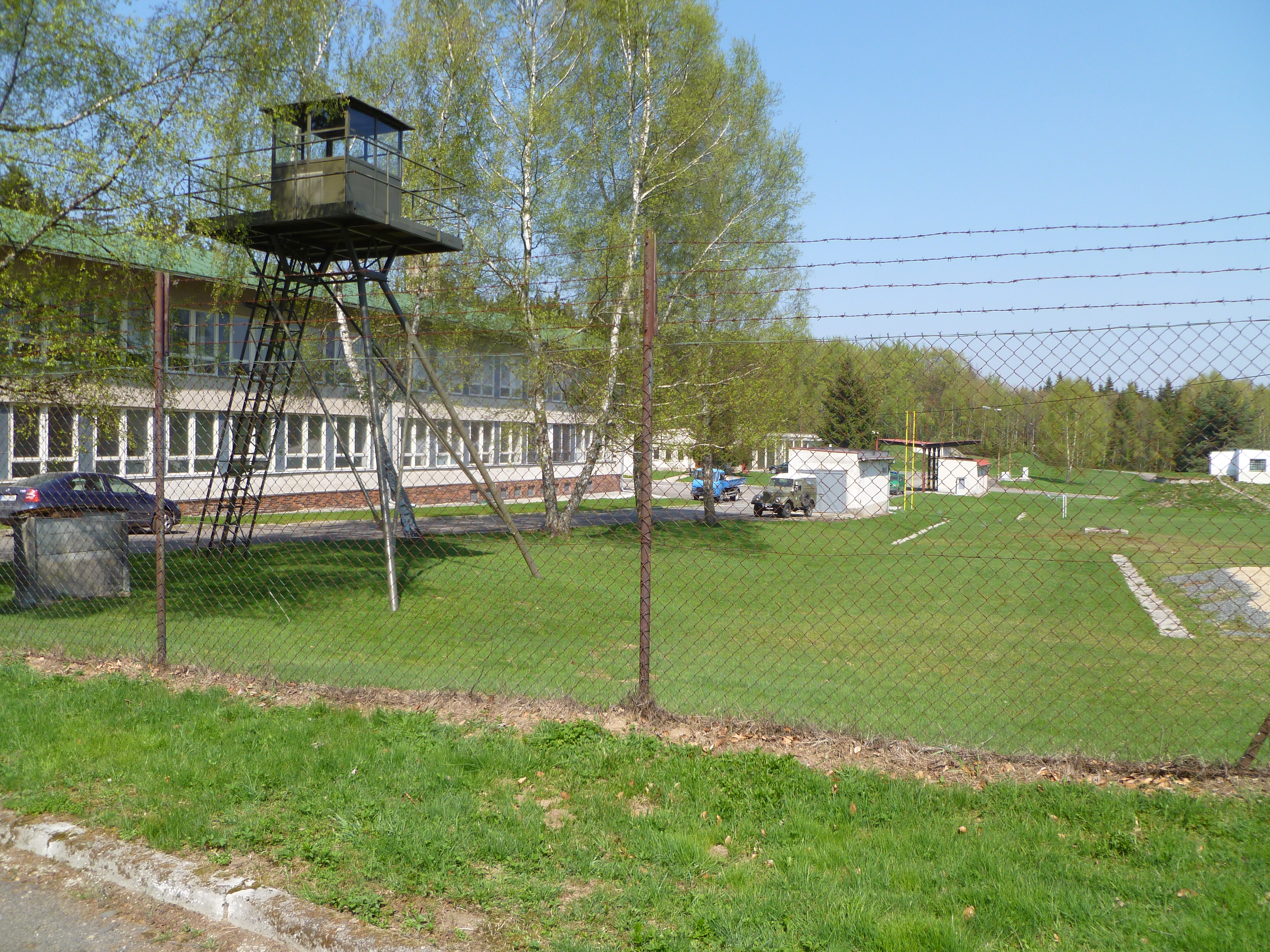
Rota Pohraniční stráže "Stoupa"
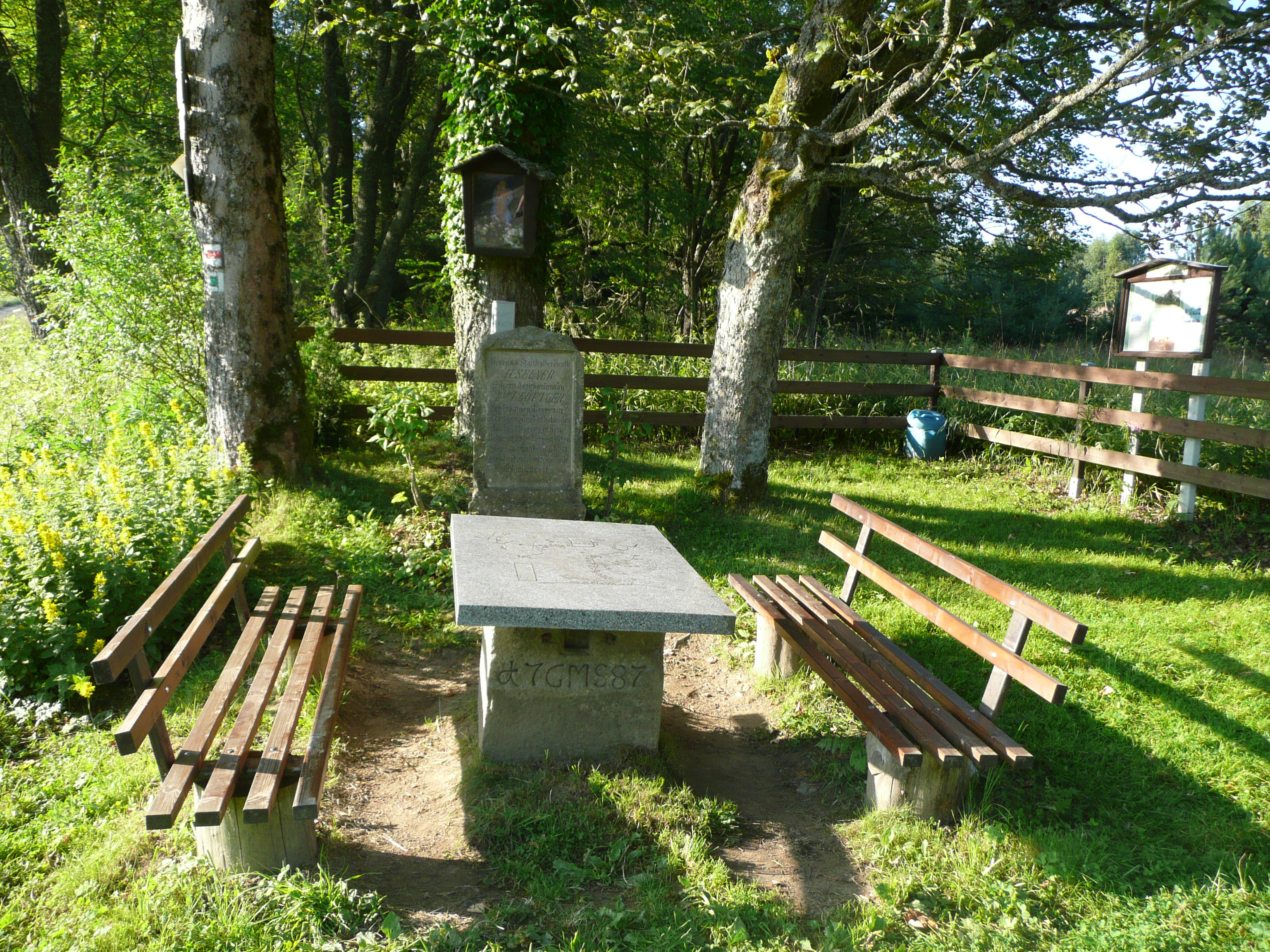
Pomník bývalé osady Stoupa u Staré Knížecí Hutě
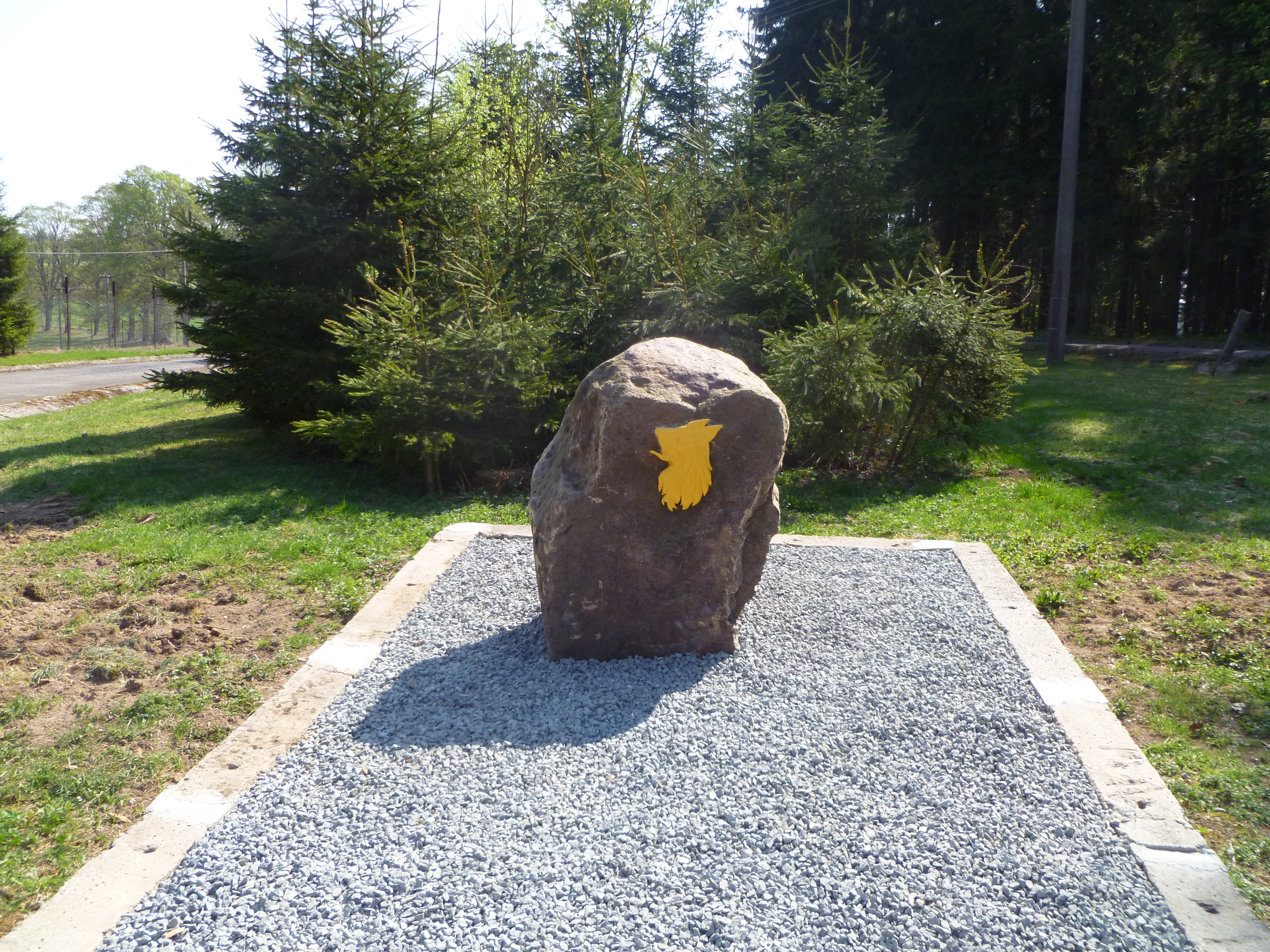
Pomníček roty Pohraniční stráže "Stoupa"
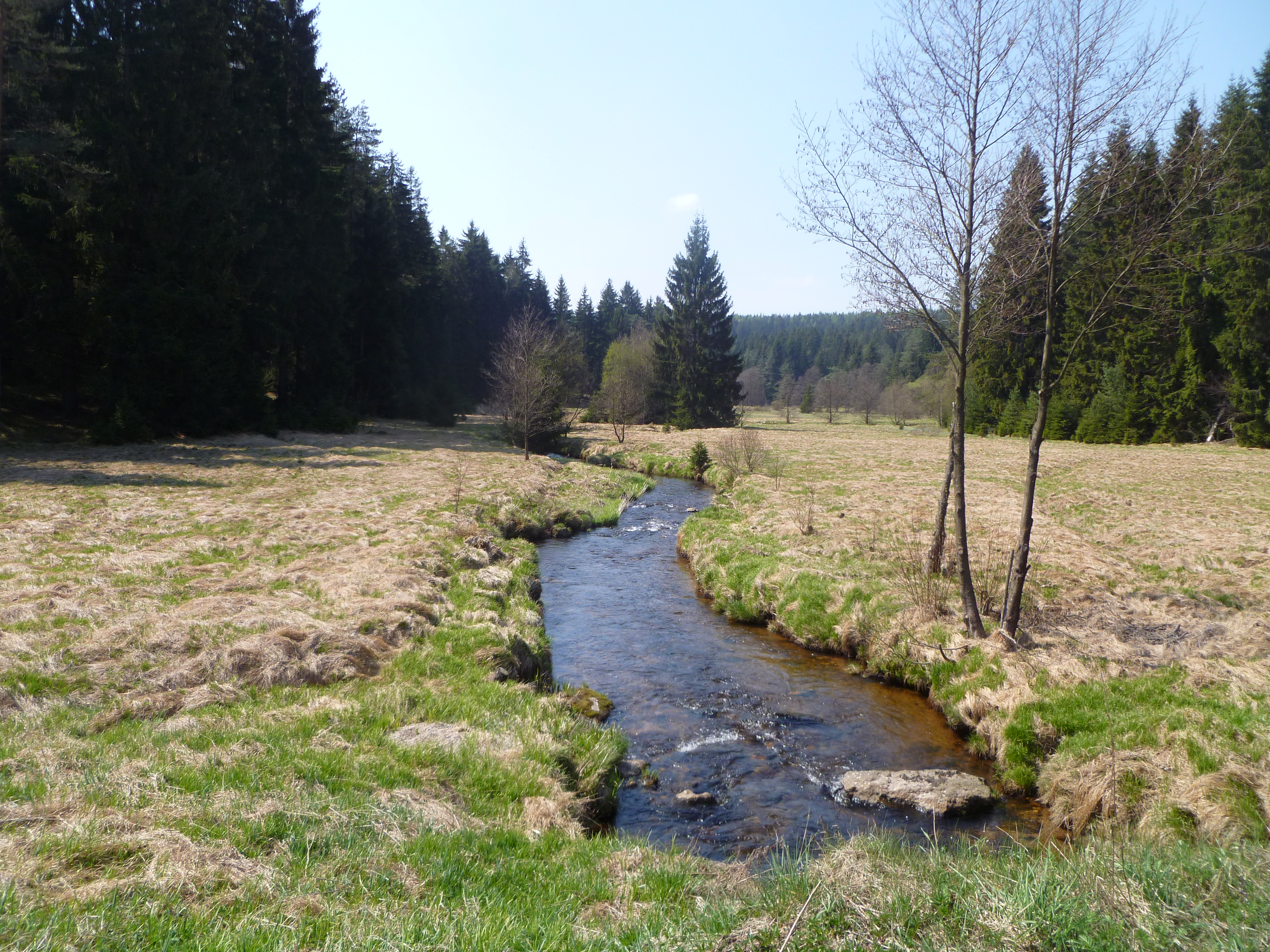
Celní potok nedaleko zaniklé Stoupy